# یوزیاس براون- بلانکه

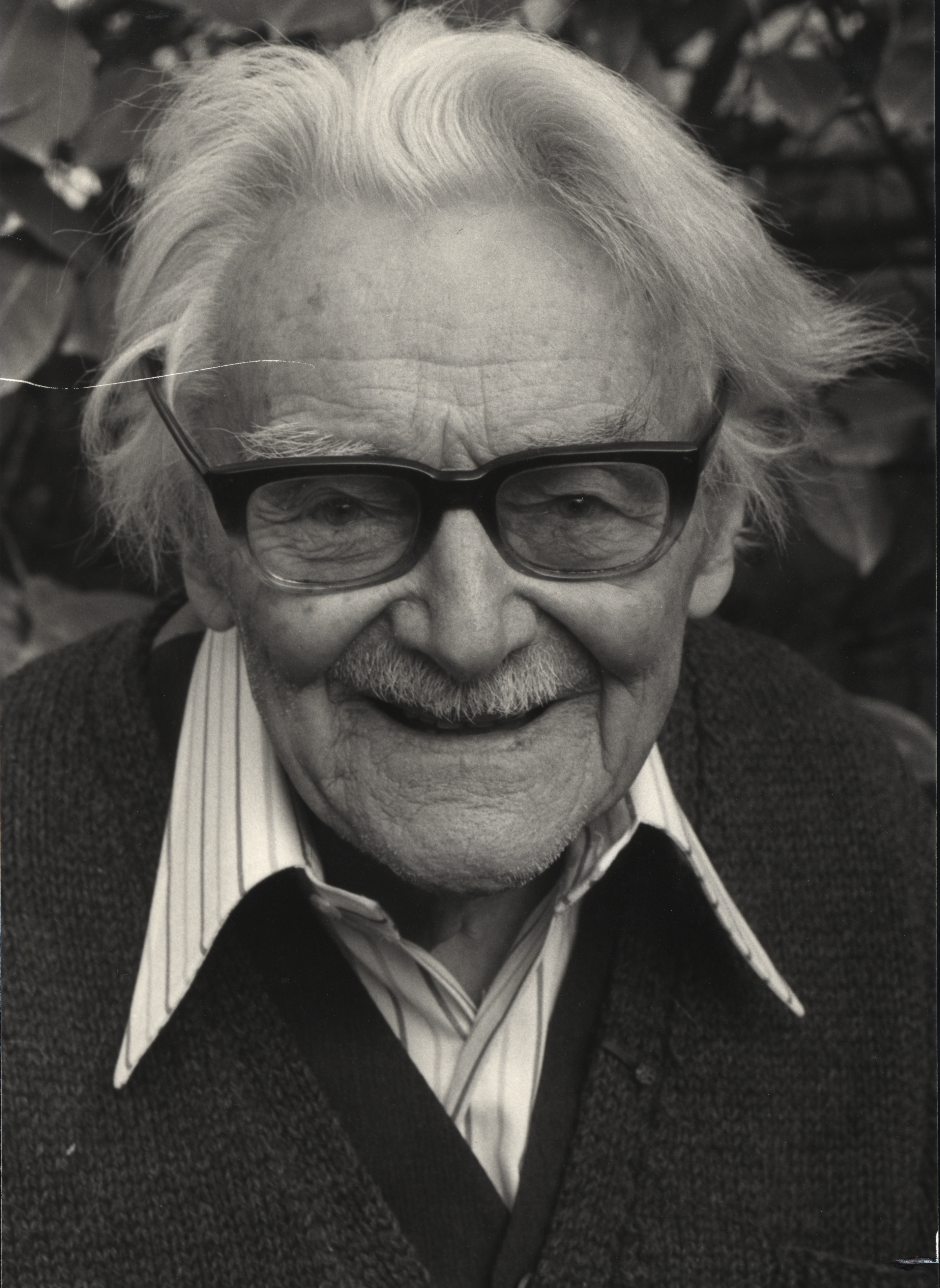
(حدود 1960)

یوزیاس براون-بلانکه (فرانسوی: Josias Braun-Blanquet‎; زاده ۳ اوت ۱۸۸۴ – درگذشته ۲۰ سپتامبر ۱۹۸۰) یک فیتوسوسیولوژیست و گیاه‌شناس تأثیرگذار بود. این پژوهشگر در تاریخ ۳ اوت ۱۸۸۴ در شهر شور در کشور سوئیس متولد شد و در تاریخ ۲۰ سپتامبر ۱۹۸۰ در شهر مون‌پلیه فرانسه درگذشت. او روش جدیدی برای رده‌بندی گیاهان ابداع کرد و ازین رو تا به امروز از تاثیرگذارترین گیاه‌شناسان به‌شمار می‌آید.